# Roger I av Sicilien
Roger I av Sicilien, född 1031 i Normandie, död 1101 i Mileto, var regerande storgreve av Sicilien från 1072.

## Biografi
Roger I var yngste son till Tankred av Hauteville.
Roger kom till Apenninska halvön kort efter 1057 och sändes av sin bror Robert Guiscard att kämpa emot saracenerna på Sicilien. Under mer än trettio års strider lyckades Roger med krafter, som troligen var mycket underlägsna hans motståndares, steg för steg att utbreda sitt herravälde och till sist göra sig till ensam härskare över ön och brodern förlänade honom 1072 titeln greve av Sicilien. Roger blev efter Robert Guiscards död 1085 normandernas egentlige ledare och lade även delar av det italienska fastlandet till sitt välde.
Roger förde i Sicilien en kraftfull styrelse. Särskilt lade han vikt på sitt herravälde över kyrkan. Han utövade trots påvens motstånd utnämningsrätten till de biskopsdömen som han upprättade. Han vann till sist påvens godkännande till detta och blev 1098 utnämnd till den heliga stolens legat i sina besittningar. Trots detta visade han tolerans mot sina undersåtar av grekisk-ortodox och islamisk tro och många oomvända muslimer kämpade i hans här.